# 今晚帶我回家
《今晚帶我回家》（英語：Take Me Home Tonight）是一部2011年美國翻拍喜劇電影。電影的名稱是來自于Eddie Money的同名歌曲。電影在2007年就已經製作完畢，但直到2011年3月4日才首映。

## 外部連結
- 官方网站
- AllMovie上《Take Me Home Tonight》的资料（英文）
- Box Office Mojo上《Take Me Home Tonight》的資料（英文）
- 互联网电影数据库（IMDb）上《Take Me Home Tonight》的资料（英文）
- 爛番茄上《Take Me Home Tonight》的資料（英文）
- Take Me Home Tonight at Theiapolis